# Westerende
Westerende è una frazione (Ortsteil) del comune di Großheide, nel land della Bassa Sassonia, in Germania.

## Storia
Già comune autonomo nel circondario di Norden, fu soppresso e incorporato a Großheide il 1º luglio 1972.